# Liaison génétique
La liaison génétique (ou genetic linkage) est le fait que les valeurs de deux gènes différents ont tendance à être transmis ensemble d'un individu à sa descendance. Cela se produit s'ils sont situés sur le même chromosome et proches l'un de l'autre ; en termes techniques, si leurs locus, les secteurs de l'ADN où leurs allèles se trouvent, sont voisins.
Une liaison génétique se distingue d'une liaison physique : deux gènes qui se trouvent sur le même chromosome sont physiquement liés, mais peuvent être génétiquement indépendants, on dit alors qu'ils sont syntènes. On mesure la distance entre gènes par une unité abstraite, le cM (centimorgans), correspondant à la probabilité que les deux gènes soient séparés par un crossing-over. Un ensemble de gènes liés forme un haplotype, qui permet d'étudier l'évolution et les mouvements des populations dans le temps, notamment l'origine de l'humanité[réf. souhaitée].

## Théorie
En théorie, plus la distance entre deux locus de deux gènes est faible, moins il y a de risques qu'un enjambement ne les sépare lors de la méiose, donc moins le phénotype qui découlera des différents gamètes obtenus différera des phénotypes parentaux pour les caractères étudiés. Cette observation permet de déduire la distance génétique entre deux gènes. (Attention : il ne s'agit pas ici de la distance génétique mesurant la différence entre 2 génomes ; il s'agit bien d'une indépendance physique de 2 locus pour l'hérédité.)
On détermine la distance génétique entre deux locus en étudiant la fréquence des phénotypes après un croisement :
- si la fréquence en gamètes recombinés est égale à la fréquence en gamètes parentaux (donc égale à 1/2), on dit qu'il y a indépendance génétique. Cela ne signifie pas que les deux gènes étudiés sont physiquement indépendants (c'est-à-dire sur deux chromosomes différents). Cependant, on parlera d'indépendance génétique s'il y a indépendance physique, ou bien si les deux gènes étudiés sont à une distance tellement importante que la probabilité d'avoir un enjambement est extrêmement élevée. Dans ce cas on ne peut pas calculer la distance qui les sépare.
- si la fréquence en gamètes recombinés est inférieure à la fréquence en gamètes parentaux, alors il y a liaison génétique. Une recombinaison génétique exprime l'apparition d'une combinaison d'allèles sur deux ou plusieurs locus qui n'existe pas chez les parents.

Pour évaluer la distance entre les deux locus, il faut multiplier par 100 la fréquence des gamètes recombinés. Le nombre obtenu s'exprime en unité de recombinaison ou cM.

## LOD score
À partir des probabilités de transmission des allèles de deux gènes observés dans la descendance, il est possible d'établir une valeur numérique qui quantifie le degré de liaison génétique, c'est le LOD score (acronyme anglophone de logarithm of odds, logarithme des probabilités) construit par Newton E. Morton.
Le LOD score est défini comme le logarithme décimal du rapport de la probabilité d'observation d'une famille sous l'hypothèse d'une liaison d'une distance Q (ou Théta Θ, souvent utilisé) entre deux locus à la probabilité d'observation de cette même famille sous l'hypothèse d'indépendance (Q = 0.50) :
{\displaystyle Z(Q)=Log10{\frac {L\ (\ Q\ )\ }{L\ (\ 1/2\ )\ }}}
Une liaison est déclarée significative lorsque le LOD score, ou le cumul des scores obtenus pour différentes familles, est supérieur ou égal à 3. Une liaison peut être définitivement exclue, pour une valeur Q donnée, lorsque le LOD score est strictement inférieur à -2. La valeur la plus élevée du score (>3, ce qui signifie au moins mille fois plus vraisemblable sous l'hypothèse Q que sous l'hypothèse d'indépendance) calculé pour diverses valeurs de Q correspond au maximum de vraisemblance pour la valeur Q correspondante.
En règle, on commence par des valeurs de Q choisies de 5 % en 5 %, soit 0 %, 5 %, 10 %, …45 %. Et on affine de 1 en 1 % aux alentours du maximum du score obtenu pour les valeurs précédentes.